# Dangan Castle
Dangan Castle est un château médiéval en ruine d'Irlande situé à Summerhill dans le comté de Meath, demeure de naissance d'Arthur Wellesley.

## Histoire
Ancien siège de la famille Wesley (Wellesley), il n'en reste qu'une tour en ruine. La maison moderne fut construite avec les pierres du château dans les années 1700. Le 1er baron Wesley Mornington consacre une somme importante pour son entretien et l'entretien des 600 acres de jardins qui comprennent un lac, un fort et des îles.
Le château est vendu à la fin du XVIIIe siècle à un membre de la compagnie britannique des Indes orientales, Thomas Burrowes. Il est occupé au XIXe par Roger O'Connor (en). En 1809, un incendie détruit une grande partie du bâtiment. Une fraude à l'assurance est alors suspectée mais Francisco Burdett O'Connor (en) révélera dans son autobiographie avoir mis le feu par accident en essayant de faire fondre du plomb pour fabriquer des balles. 
Le château tombe progressivement en ruine après le départ de Roger O'Connor vers 1817. En 1841, The Irish Penny Journal écrit à son sujet : « nothing but the outer walls remain, and the interior space, once formed into ample halls and chambers, has been converted into a flower garden ».
La propriété est en vente depuis septembre 2013. 